# Hondurasi labdarúgó-válogatott
A hondurasi labdarúgó-válogatott – vagy becenevükön Los Catrachos – Honduras nemzeti csapata, amelyet a hondurasi labdarúgó-szövetség (spanyolul: Federación Nacional Autónoma de Fútbol de Honduras) irányít. 1982-ben, 2010-ben és 2014-ben részt vett a labdarúgó világbajnokságon. Az 1991-ben kontinens második CONCACAF-tagállam jelenleg a legdinamikusabban fejlődő közép-amerikai labdarúgó-válogatott, amelyet a 2001-es Copa América bronzérmük fémjelez.

## Története

### Korai évek
A hondurasi labdarúgó-válogatott első hivatalos mérkőzését 1921. szeptember 14-én játszotta Guatemala ellen, melyen 9–0-ás vereséget szenvedtek. Az 1930-as közép-amerikai és karibi játékokon Jamaicát 5–4-re, Salvadort 4–1-re győzték le, Kuba (0–7, 0–5) és Costa Rica (0–8) ellen viszont kikaptak. 1935 és 1946 között egyetlen mérkőzést sem játszottak.   
A Hondurasi labdarúgó-szövetséget 1935-ben alapították. 1946-tól a FIFA, 1961-től a CONCACAF tagjai lettek. A világbajnokság selejtezőiben először 1962-ben indultak. 1967-ben rendezőként szerepeltek a CONCACAF-bajnokságon, ahol bronzérmet szereztek.

### 1970-es világbajnokság és a futballháború
Az 1970-es világbajnokság selejtezőiben Salvadorral játszottak a világbajnoki részvételért, aminek a végén Honduras az úgynevezett "futballháború" szenvedő alanya lett, amikor 1969-ben a második világbajnoki selejtező mérkőzést követően a salvadori hadsereg megszállta az országot. Honduras Jamaica és Costa Rica legyőzésével kezdte a selejtezőket, Salvador Guyanát és a Holland Antillákat búcsúztatta. A döntő párharcban Honduras nyerte az első mérkőzést 1–0-ra Tegucigalpában. A visszavágón Salvador győzött 3–0-ra és emiatt egy mindent eldöntő harmadik mérkőzést rendeztek semleges pályán a mexikóvárosi Azték Stadionban, amit Salvador nyert 3–2-re és jutott ki a világbajnokságra.
Honduras megnyerte az 1981-es CONCACAF-bajnokságot és kijutottak történetük első világbajnokságára. A Spanyolországban rendezett 1982-es tornán Spanyolország és Észak-Írország ellen 1–1-es döntetlent játszottak, és csak Jugoszláviától kaptak ki 1–0-ra. Az 1985-ös CONCACAF-bajnokságon a második helyen végeztek, mert az utolsó mérkőzésüket 2–1-re elveszítették Kanada ellen. A következő nagy eredményüket 1991-ben érték el, amikor a CONCACAF-aranykupán bejutottak a döntőbe, de ott tizenegyesekkel alulmaradtak az Egyesült Államokkal szemben. Az 1994-es világbajnokság selejtezőinek utolsó körét Mexikó, Kanada és Salvador mögött a negyedik helyen zárták. Az 1998-as világbajnokság CONCACAF-selejtezőinek harmadik fordulójában Mexikó és Jamaica mögött végeztek a csoportban és nem jutottak tovább.

### 2000-es évek

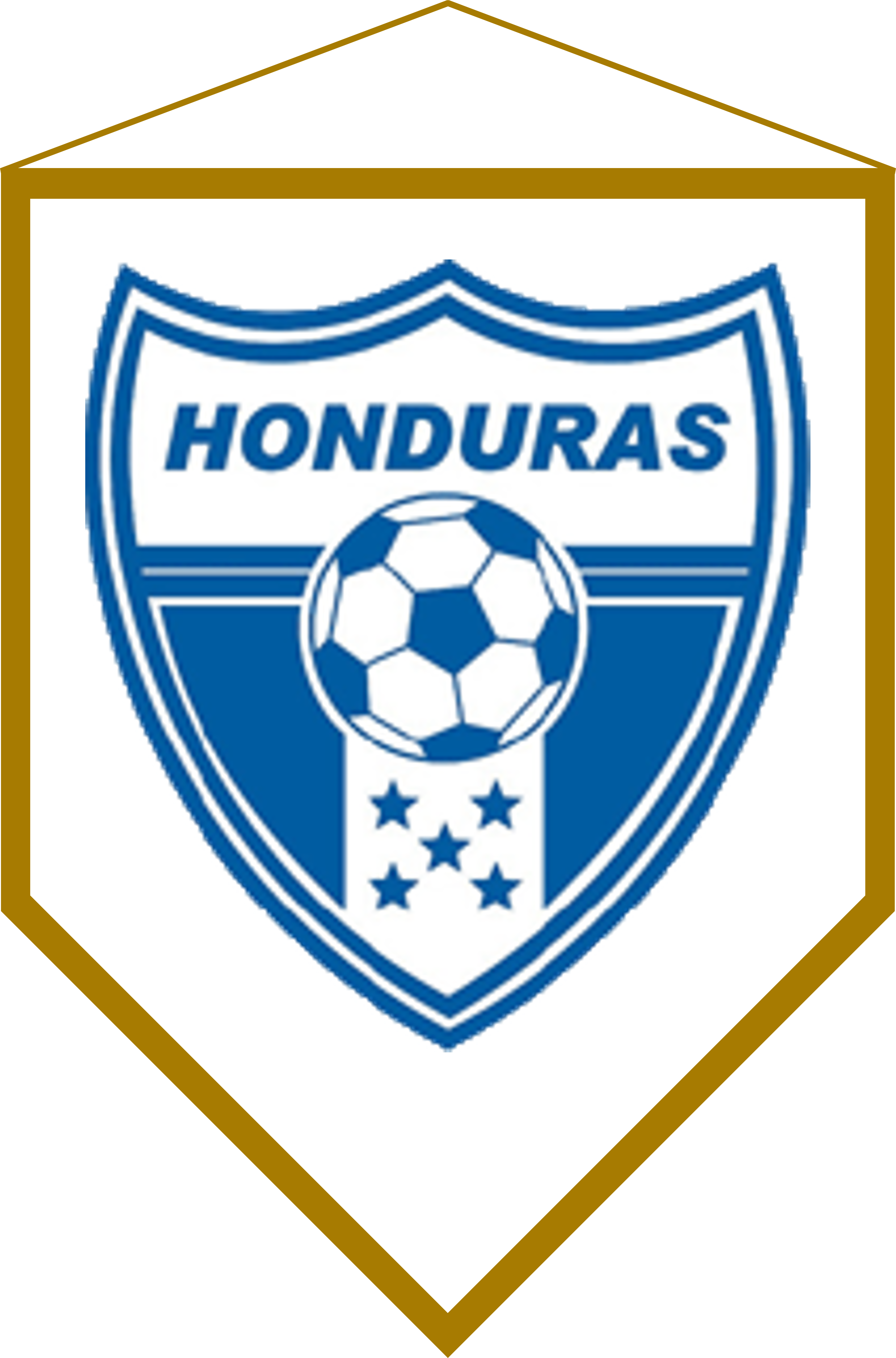
Hondurasi futballzászló

2001-ben Honduras beugróként vett részt a Kolumbiában rendezett Copa Américán, miután Argentína pár nappal a torna kezdése előtt visszalépett. Az első mérkőzésük előtt mindössze néhány órával érkeztek meg. ennek ellenére sikerült továbbjutniuk a csoportkörből és a negyeddöntőben Brazíliát is kiejtették 2–0-al. Az elődöntőben Kolumbiától kaptak ki 2–0-ra, de a bronzmérkőzésen tizenegyesekkel legyőzték Uruguayt. A 2002-es világbajnokság-selejtezőiben bejutottak a negyedik fordulóba, ahol sokáig jól álltak, de a Trinidad és Tobago elleni hazai 1–0-ás és a Mexikó ellen idegenben elszenvedett 3–0-ás vereség miatt lemaradtak a világbajnokságról. A 2003-as CONCACAF-aranykupát a Brazília elleni 2–1-es vereséggel kezdték és Mexikó ellen pedig 0–0ás döntetlent játszottak. A 2005-ös CONCACAF-aranykupán bejutottak az elődöntőbe, de ott 2–1-re kikaptak az Egyesült Államoktól. A 2006-os világbajnokság selejtezőinek harmadik fordulójában Costa Rica és Guatemala mögött a harmadik helyen végeztek és nem jutottak tovább a negyedik fordulóba. A 2007-es CONCACAF-aranykupán a negyeddöntőig jutottak, ahol Guadeloupe ellen estek ki. A 2009-es tornán bejutottak a legjobb négy közé és az Egyesült Államoktól kaptak ki 2–0-ra.
2009. október 11-én Carlos Pavón góljával 1–0-ra legyőzték Salvadort idegenben és kijutottak a 2010-es világbajnokságra. A H csoportban szerepeltek Chile, Spanyolország és Svájc társaságában. Chilétől 1–0-ra, Spanyolországtól 2–0-ra kaptak ki, Svájccal pedig 0–0-ás döntetlent játszottak.

### 2010-es évek
A 2011-es és a 2013-as CONCACAF-aranykupán a negyedik helyen végeztek. Kijutottak a 2014-es világbajnokságra, ahol Franciaország és Svájc ellen 3–0-ra, míg Ecuadortól 2–1-re kaptak ki. A hondurasiak egyetlen gólját Carlo Costly szerezte a tornán. A 2015-ös CONCACAF-aranykupán az Egyesült Államoktól 2–1-re, Haititól 1–0-ra kaptak ki és csak Panama ellen (1–1) szereztek pontot. 2017-ben a negyeddöntőig jutottak, ahol Mexikó ellen kaptak ki 1–0-ra. A 2018-as világbajnokság selejtezőinek ötödik körében a negyedik helyen végeztek, ami interkontinentális-pótselejtezőt ért. Ausztráliával mérkőztek a világbajnoki helyért és az első mérkőzésen 0–0-ás döntetlen született. A visszavágót Sydneyben elveszítették 3–1-re és lemaradtak a világbajnokságról. A 2019-es CONCACAF-aranykupán a Jamaica (2–3) és Curaçao (0–1) ellen elszenvedett vereségek után Salvador 4–0-ás legyőzése már nem volt elég a továbbjutáshoz.

## Nemzetközi eredmények
CONCACAF-aranykupa
- Ezüstérmes: 1 alkalommal (1991)
- Bronzérmes: 2 alkalommal (2005, 2009)

CONCACAF-bajnokság
- Aranyérmes: 1 alkalommal (1981)
- Ezüstérmes: 1 alkalommal (1985)
- Bronzérmes: 1 alkalommal (1967)

CCCF-bajnokság
- Ezüstérmes: 1 alkalommal (1953)
- Bronzérmes: 4 alkalommal (1955, 1957, 1960, 1961)

Copa América
- Bronzérmes: 1 alkalommal (2001)

Közép-amerikai és karibi játékok
- Ezüstérmes: 1 alkalommal (1986)
- Bronzérmes: 2 alkalommal (1930, 1950)

UNCAF-nemzetek kupája
- Aranyérmes: 2 alkalommal (1993, 1995)
- Ezüstérmes: 2 alkalommal (1991, 2005)
- Bronzérmes: 1 alkalommal (1999)

Pánamerikai játékok
- Ezüstérmes: 1 alkalommal (1999)

### Világbajnoki szereplés
| Év       | Eredmény             | Helyezés             | M                    | GY                   | D                    | V                    | RG                   | KG                   |
| -------- | -------------------- | -------------------- | -------------------- | -------------------- | -------------------- | -------------------- | -------------------- | -------------------- |
| 1930     | Nem tagja a FIFA-nak | Nem tagja a FIFA-nak | Nem tagja a FIFA-nak | Nem tagja a FIFA-nak | Nem tagja a FIFA-nak | Nem tagja a FIFA-nak | Nem tagja a FIFA-nak | Nem tagja a FIFA-nak |
| 1934     | Nem tagja a FIFA-nak | Nem tagja a FIFA-nak | Nem tagja a FIFA-nak | Nem tagja a FIFA-nak | Nem tagja a FIFA-nak | Nem tagja a FIFA-nak | Nem tagja a FIFA-nak | Nem tagja a FIFA-nak |
| 1938     | Nem tagja a FIFA-nak | Nem tagja a FIFA-nak | Nem tagja a FIFA-nak | Nem tagja a FIFA-nak | Nem tagja a FIFA-nak | Nem tagja a FIFA-nak | Nem tagja a FIFA-nak | Nem tagja a FIFA-nak |
| 1950     | Nem indult           | Nem indult           | Nem indult           | Nem indult           | Nem indult           | Nem indult           | Nem indult           | Nem indult           |
| 1954     | Nem indult           | Nem indult           | Nem indult           | Nem indult           | Nem indult           | Nem indult           | Nem indult           | Nem indult           |
| 1958     | Nem indult           | Nem indult           | Nem indult           | Nem indult           | Nem indult           | Nem indult           | Nem indult           | Nem indult           |
| 1962     | Nem jutott be        | Nem jutott be        | Nem jutott be        | Nem jutott be        | Nem jutott be        | Nem jutott be        | Nem jutott be        | Nem jutott be        |
| 1966     | Nem jutott be        | Nem jutott be        | Nem jutott be        | Nem jutott be        | Nem jutott be        | Nem jutott be        | Nem jutott be        | Nem jutott be        |
| 1970     | Nem jutott be        | Nem jutott be        | Nem jutott be        | Nem jutott be        | Nem jutott be        | Nem jutott be        | Nem jutott be        | Nem jutott be        |
| 1974     | Nem jutott be        | Nem jutott be        | Nem jutott be        | Nem jutott be        | Nem jutott be        | Nem jutott be        | Nem jutott be        | Nem jutott be        |
| 1978     | Visszalépett         | Visszalépett         | Visszalépett         | Visszalépett         | Visszalépett         | Visszalépett         | Visszalépett         | Visszalépett         |
| 1982     | Csoportkör           | 18.                  | 3                    | 0                    | 2                    | 1                    | 2                    | 3                    |
| 1986     | Nem jutott be        | Nem jutott be        | Nem jutott be        | Nem jutott be        | Nem jutott be        | Nem jutott be        | Nem jutott be        | Nem jutott be        |
| 1990     | Nem jutott be        | Nem jutott be        | Nem jutott be        | Nem jutott be        | Nem jutott be        | Nem jutott be        | Nem jutott be        | Nem jutott be        |
| 1994     | Nem jutott be        | Nem jutott be        | Nem jutott be        | Nem jutott be        | Nem jutott be        | Nem jutott be        | Nem jutott be        | Nem jutott be        |
| 1998     | Nem jutott be        | Nem jutott be        | Nem jutott be        | Nem jutott be        | Nem jutott be        | Nem jutott be        | Nem jutott be        | Nem jutott be        |
| 2002     | Nem jutott be        | Nem jutott be        | Nem jutott be        | Nem jutott be        | Nem jutott be        | Nem jutott be        | Nem jutott be        | Nem jutott be        |
| 2006     | Nem jutott be        | Nem jutott be        | Nem jutott be        | Nem jutott be        | Nem jutott be        | Nem jutott be        | Nem jutott be        | Nem jutott be        |
| 2010     | Csoportkör           | 30.                  | 3                    | 0                    | 1                    | 2                    | 0                    | 3                    |
| 2014     | Csoportkör           | 31.                  | 3                    | 0                    | 0                    | 3                    | 1                    | 8                    |
| 2018     |                      |                      |                      |                      |                      |                      |                      |                      |
| 2022     |                      |                      |                      |                      |                      |                      |                      |                      |
| Összesen | Csoportkör           | 3/22                 | 9                    | 0                    | 3                    | 6                    | 3                    | 14                   |

### CONCACAF-aranykupa-szereplés
| CONCACAF-bajnokság/CONCACAF-aranykupa | CONCACAF-bajnokság/CONCACAF-aranykupa | CONCACAF-bajnokság/CONCACAF-aranykupa | CONCACAF-bajnokság/CONCACAF-aranykupa | CONCACAF-bajnokság/CONCACAF-aranykupa | CONCACAF-bajnokság/CONCACAF-aranykupa | CONCACAF-bajnokság/CONCACAF-aranykupa | CONCACAF-bajnokság/CONCACAF-aranykupa | CONCACAF-bajnokság/CONCACAF-aranykupa |                        | Selejtezők             | Selejtezők             | Selejtezők             | Selejtezők             | Selejtezők             | Selejtezők |
| Év                                    | Eredmény                              | Hely                                  | M                                     | GY                                    | D                                     | V                                     | RG                                    | KG                                    | M                      | GY                     | D                      | V                      | RG                     | KG                     |            |
| ------------------------------------- | ------------------------------------- | ------------------------------------- | ------------------------------------- | ------------------------------------- | ------------------------------------- | ------------------------------------- | ------------------------------------- | ------------------------------------- | ---------------------- | ---------------------- | ---------------------- | ---------------------- | ---------------------- | ---------------------- | ---------- |
| 1963                                  | Negyedik hely                         | 4.                                    | 7                                     | 3                                     | 1                                     | 3                                     | 8                                     | 12                                    | Automatikusan kijutott | Automatikusan kijutott | Automatikusan kijutott | Automatikusan kijutott | Automatikusan kijutott | Automatikusan kijutott |            |
| 1965                                  | Nem jutott be                         | Nem jutott be                         | Nem jutott be                         | Nem jutott be                         | Nem jutott be                         | Nem jutott be                         | Nem jutott be                         | Nem jutott be                         | 2                      | 0                      | 0                      | 2                      | 1                      | 5                      |            |
| 1967                                  | Bronzérmes                            | 3.                                    | 5                                     | 2                                     | 2                                     | 1                                     | 4                                     | 2                                     | Rendező                | Rendező                | Rendező                | Rendező                | Rendező                | Rendező                |            |
| 1969                                  | Kizárták                              | Kizárták                              | Kizárták                              | Kizárták                              | Kizárták                              | Kizárták                              | Kizárták                              | Kizárták                              | Kizárták               | Kizárták               | Kizárták               | Kizárták               | Kizárták               | Kizárták               |            |
| 1971                                  | Hatodik hely                          | 6.                                    | 5                                     | 0                                     | 1                                     | 4                                     | 5                                     | 11                                    | 2                      | 1                      | 1                      | 0                      | 2                      | 1                      |            |
| 1973                                  | Negyedik hely                         | 4.                                    | 5                                     | 1                                     | 3                                     | 1                                     | 6                                     | 6                                     | 2                      | 1                      | 1                      | 0                      | 5                      | 4                      |            |
| 1977                                  | Nem indult                            | Nem indult                            | Nem indult                            | Nem indult                            | Nem indult                            | Nem indult                            | Nem indult                            | Nem indult                            | Nem indult             | Nem indult             | Nem indult             | Nem indult             | Nem indult             | Nem indult             |            |
| 1981                                  | Aranyérmes                            | 1.                                    | 5                                     | 3                                     | 2                                     | 0                                     | 8                                     | 1                                     | 8                      | 5                      | 2                      | 1                      | 15                     | 5                      |            |
| 1985                                  | Ezüstérmes                            | 2.                                    | 8                                     | 3                                     | 3                                     | 2                                     | 11                                    | 9                                     | 2                      | 2                      | 0                      | 0                      | 4                      | 0                      |            |
| 1989                                  | Nem jutott be                         | Nem jutott be                         | Nem jutott be                         | Nem jutott be                         | Nem jutott be                         | Nem jutott be                         | Nem jutott be                         | Nem jutott be                         | 2                      | 0                      | 2                      | 0                      | 1                      | 1                      |            |
| 1991                                  | Ezüstérmes                            | 2.                                    | 5                                     | 3                                     | 2                                     | 0                                     | 12                                    | 3                                     | 5                      | 2                      | 1                      | 2                      | 5                      | 5                      |            |
| 1993                                  | Csoportkör                            | 5.                                    | 3                                     | 1                                     | 0                                     | 2                                     | 6                                     | 5                                     | 3                      | 3                      | 0                      | 0                      | 7                      | 0                      |            |
| 1996                                  | Csoportkör                            | 8.                                    | 2                                     | 0                                     | 0                                     | 2                                     | 1                                     | 8                                     | 4                      | 3                      | 1                      | 0                      | 8                      | 1                      |            |
| 1998                                  | Csoportkör                            | 9.                                    | 2                                     | 0                                     | 0                                     | 2                                     | 1                                     | 5                                     | 5                      | 2                      | 1                      | 2                      | 8                      | 5                      |            |
| 2000                                  | Negyeddöntő                           | 6.                                    | 3                                     | 2                                     | 0                                     | 1                                     | 7                                     | 5                                     | 5                      | 4                      | 0                      | 1                      | 11                     | 5                      |            |
| 2002                                  | Nem jutott be                         | Nem jutott be                         | Nem jutott be                         | Nem jutott be                         | Nem jutott be                         | Nem jutott be                         | Nem jutott be                         | Nem jutott be                         | 3                      | 1                      | 1                      | 1                      | 12                     | 5                      |            |
| 2003                                  | Csoportkör                            | 10.                                   | 2                                     | 0                                     | 1                                     | 1                                     | 1                                     | 2                                     | 7                      | 3                      | 1                      | 3                      | 10                     | 7                      |            |
| 2005                                  | Bronzérmes                            | 3.                                    | 5                                     | 3                                     | 1                                     | 1                                     | 8                                     | 6                                     | 5                      | 3                      | 2                      | 0                      | 12                     | 3                      |            |
| 2007                                  | Negyeddöntő                           | 5.                                    | 4                                     | 2                                     | 0                                     | 2                                     | 10                                    | 6                                     | 3                      | 1                      | 1                      | 1                      | 11                     | 5                      |            |
| 2009                                  | Bronzérmes                            | 3.                                    | 5                                     | 3                                     | 0                                     | 2                                     | 6                                     | 4                                     | 5                      | 4                      | 0                      | 1                      | 9                      | 3                      |            |
| 2011                                  | Negyedik hely                         | 4.                                    | 5                                     | 1                                     | 2                                     | 2                                     | 8                                     | 5                                     | 4                      | 3                      | 1                      | 0                      | 8                      | 3                      |            |
| 2013                                  | Negyedik hely                         | 4.                                    | 5                                     | 3                                     | 0                                     | 2                                     | 5                                     | 5                                     | 4                      | 1                      | 2                      | 1                      | 3                      | 3                      |            |
| 2015                                  | Csoportkör                            | 11.                                   | 3                                     | 0                                     | 1                                     | 2                                     | 2                                     | 4                                     | 4                      | 2                      | 0                      | 2                      | 3                      | 3                      |            |
| 2017                                  | Negyeddöntő                           | 7.                                    | 4                                     | 1                                     | 1                                     | 2                                     | 3                                     | 2                                     | 5                      | 4                      | 1                      | 0                      | 7                      | 3                      |            |
| 2019                                  | Csoportkör                            | 10.                                   | 3                                     | 1                                     | 0                                     | 2                                     | 6                                     | 4                                     | Automatikusan kijutott | Automatikusan kijutott | Automatikusan kijutott | Automatikusan kijutott | Automatikusan kijutott | Automatikusan kijutott |            |
| 2021                                  | Negyeddöntő                           | 8.                                    | 4                                     | 2                                     | 0                                     | 2                                     | 7                                     | 7                                     | 4                      | 3                      | 1                      | 0                      | 8                      | 1                      |            |
| Összesen                              | 1 aranyérem                           | 21/26                                 | 90                                    | 34                                    | 20                                    | 36                                    | 125                                   | 112                                   | 84                     | 48                     | 19                     | 17                     | 150                    | 68                     |            |

| Év       | Eredmény      | Helyezés | M  | Gy | D  | V  | RG  | KG |
| -------- | ------------- | -------- | -- | -- | -- | -- | --- | -- |
| 1991     | Ezüstérmes    | 2.       | 5  | 2  | 1  | 2  | 5   | 5  |
| 1993     | Aranyérmes    | 1.       | 3  | 3  | 0  | 0  | 7   | 0  |
| 1995     | Aranyérmes    | 1.       | 4  | 3  | 1  | 0  | 8   | 1  |
| 1997     | Negyedik hely | 4.       | 5  | 2  | 1  | 2  | 8   | 5  |
| 1999     | Bronzérmes    | 3.       | 5  | 4  | 0  | 1  | 11  | 5  |
| 2001     | Csoportkör    | 5.       | 3  | 1  | 1  | 1  | 12  | 5  |
| 2003     | Negyedik hely | 4.       | 5  | 1  | 1  | 3  | 4   | 5  |
| 2005     | Ezüstérmes    | 2.       | 5  | 3  | 2  | 0  | 12  | 3  |
| 2007     | Ötödik hely   | 5.       | 3  | 1  | 1  | 1  | 11  | 5  |
| 2009     | Bronzérmes    | 3.       | 5  | 4  | 0  | 1  | 9   | 3  |
| 2011     | Aranyérmes    | 1.       | 4  | 3  | 1  | 0  | 8   | 3  |
| 2013     | Ezüstérmes    | 2.       | 4  | 1  | 2  | 1  | 3   | 3  |
| 2014     | Ötödik hely   | 5.       | 4  | 2  | 0  | 2  | 3   | 3  |
| 2017     | Aranyérmes    | 1.       | 5  | 4  | 1  | 0  | 7   | 3  |
| Összesen | 4 aranyérem   | 14/14    | 60 | 34 | 12 | 14 | 108 | 49 |

| Év       | Eredmény      | Helyezés   | M          | Gy         | D          | V          | RG         | KG         |            |
| -------- | ------------- | ---------- | ---------- | ---------- | ---------- | ---------- | ---------- | ---------- | ---------- |
| 1941     | Nem indult    | Nem indult | Nem indult | Nem indult | Nem indult | Nem indult | Nem indult | Nem indult | Nem indult |
| 1943     | Nem indult    | Nem indult | Nem indult | Nem indult | Nem indult | Nem indult | Nem indult | Nem indult | Nem indult |
| 1946     | Negyedik hely | 4.         | 5          | 2          | 0          | 3          | 17         | 12         |            |
| 1948     | Nem indult    | Nem indult | Nem indult | Nem indult | Nem indult | Nem indult | Nem indult | Nem indult | Nem indult |
| 1951     | Nem indult    | Nem indult | Nem indult | Nem indult | Nem indult | Nem indult | Nem indult | Nem indult | Nem indult |
| 1953     | Ezüstérmes    | 2.         | 6          | 4          | 0          | 2          | 13         | 10         |            |
| 1955     | Bronzérmes    | 3.         | 6          | 3          | 1          | 2          | 9          | 6          |            |
| 1957     | Bronzérmes    | 3.         | 4          | 2          | 1          | 1          | 6          | 4          |            |
| 1960     | Bronzérmes    | 3.         | 4          | 0          | 3          | 1          | 6          | 7          |            |
| 1961     | Bronzérmes    | 3.         | 6          | 3          | 0          | 3          | 13         | 11         |            |
| Összesen | 1 ezüstérem   | 6/10       | 31         | 14         | 5          | 12         | 64         | 50         |            |

## Mezek a válogatott története során
A hondurasi labdarúgó-válogatott hagyományos szerelése fehér mez, fehér nadrág és fehér sportszár. A váltómez tradicionális kék-fehér csíkos mez, de gyakori a tiszta kék színű szerelés is. 

### Első számú
|  | 1982 | 2010 | 2013 | 2014 | 2017 | 2019 |

### Váltómez
|  | 1982 | 2010 | 2013 | 2014 | 2017 | 2019 | 2019 (3. számú) |

## Játékosok

### A legtöbb válogatottsággal rendelkező játékosok
Az adatok 2022. szeptember 27. állapotoknak felelnek meg.
- A még aktív játékosok (félkövérrel) vannak megjelölve.

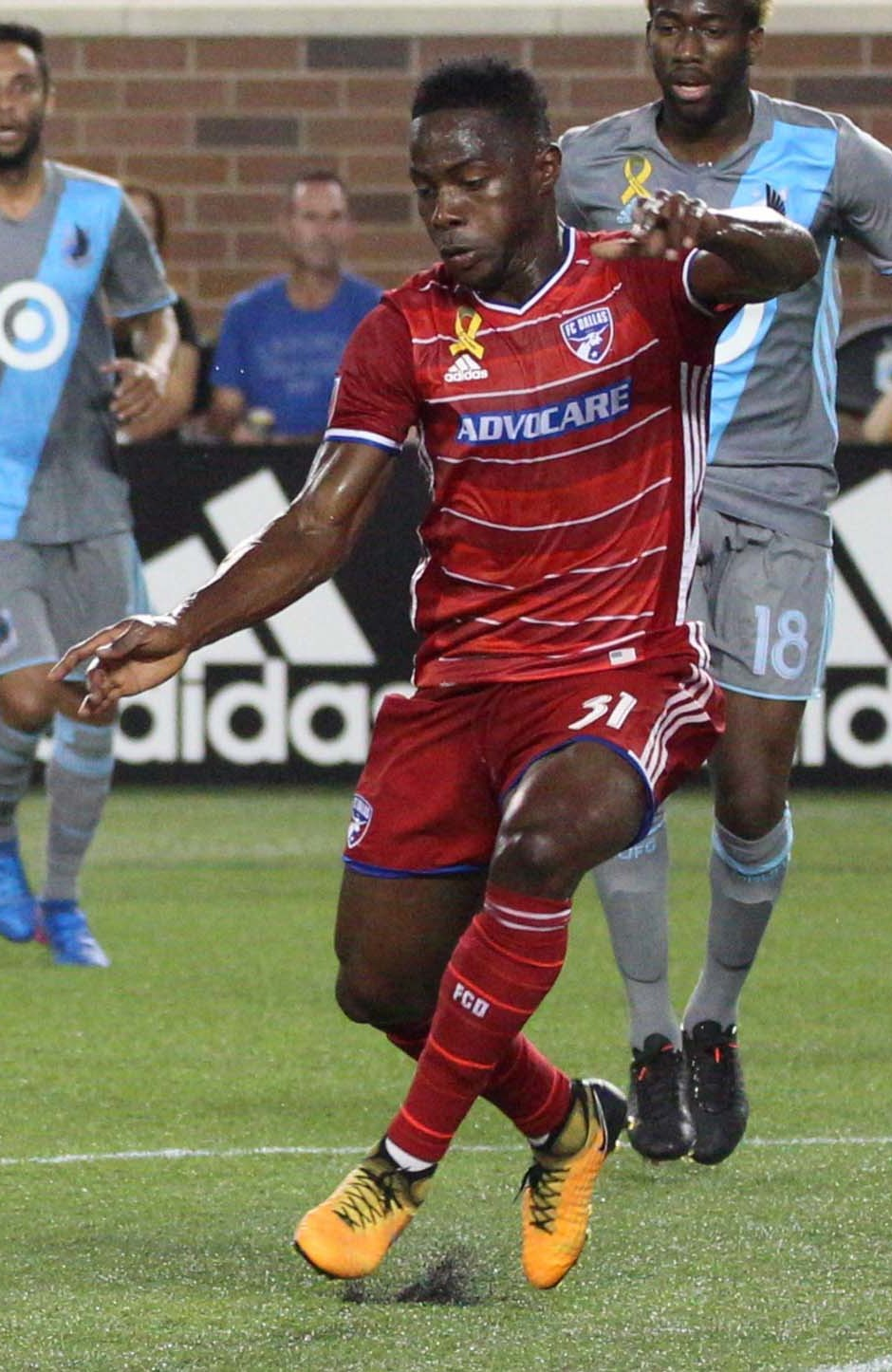
Maynor Figueroa a válogatottsági rekorder 181 mérkőzéssel.

| Rank | Játékos          | Mérkőzés | Gólok | Időszak   |
| ---- | ---------------- | -------- | ----- | --------- |
| 1    | Maynor Figueroa  | 181      | 5     | 2003–     |
| 2    | Amado Guevara    | 138      | 27    | 1994–2010 |
| 3    | Noel Valladares  | 135      | 0     | 2000–2016 |
| 4    | Boniek García    | 134      | 3     | 2005–2021 |
| 5    | Emilio Izaguirre | 111      | 5     | 2007–2020 |
| 6    | Carlos Pavón     | 101      | 57    | 1993–2010 |
| 7    | Wilson Palacios  | 97       | 5     | 2003–2014 |
| 8    | Danilo Turcios   | 87       | 7     | 1999–2010 |
| 9    | Milton Núñez     | 86       | 33    | 1994–2008 |
| 9    | Víctor Bernárdez | 86       | 4     | 2004–2014 |

### A válogatottban legtöbb gólt szerző játékosok
Az adatok 2022. szeptember 27. állapotoknak felelnek meg.
- A még aktív játékosok (félkövérrel) vannak megjelölve.

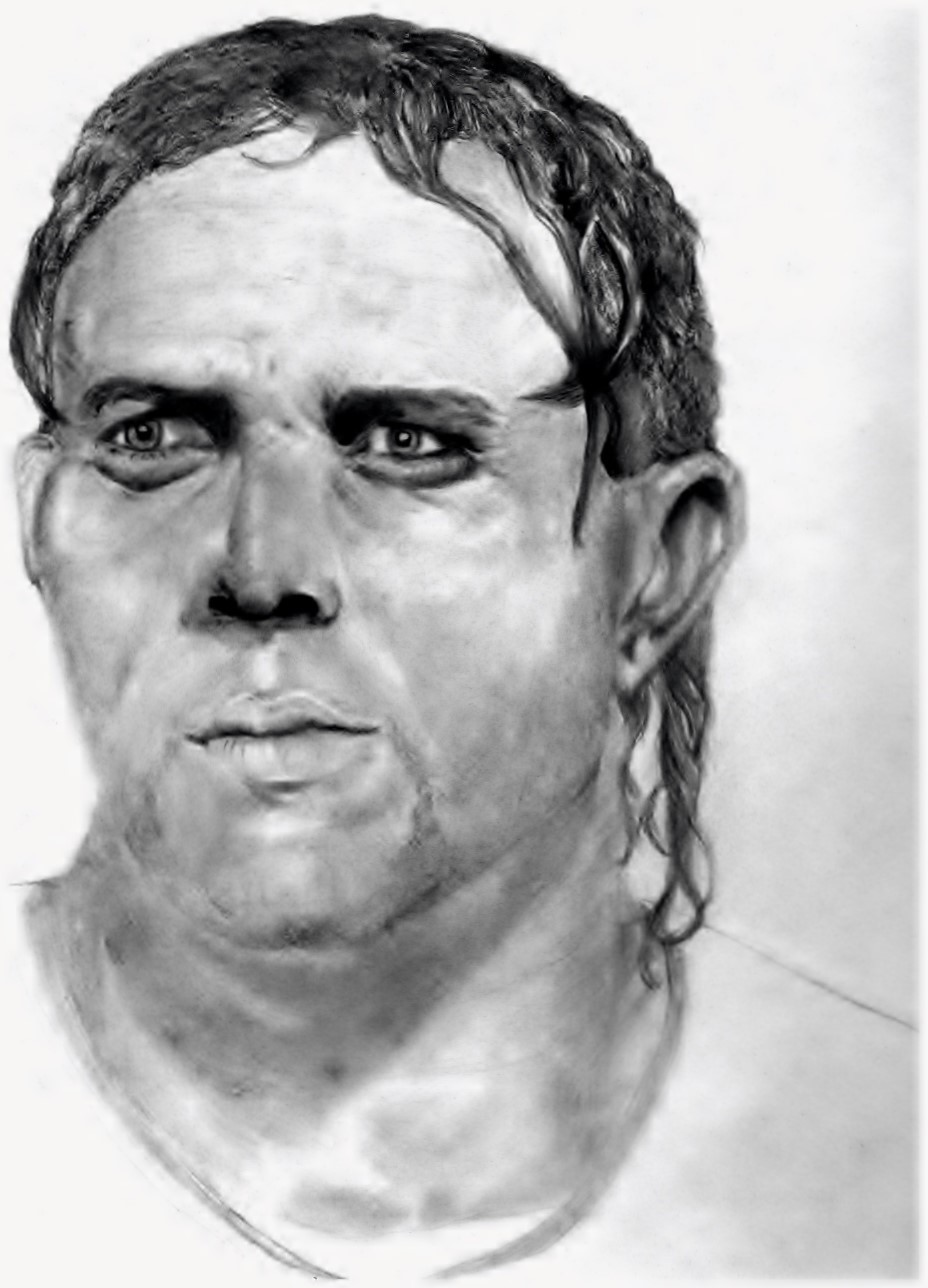
Carlos Pavón a válogatott történetének legeredményesebb játékosa 57 góllal.

| #  | Játékos          | Gólok | Mérkőzés | Arány | Időszak   |
| -- | ---------------- | ----- | -------- | ----- | --------- |
| 1  | Carlos Pavón     | 57    | 101      | 0.56  | 1993–2010 |
| 2  | Wilmer Velásquez | 35    | 47       | 0.74  | 1994–2007 |
| 3  | Milton Núñez     | 33    | 86       | 0.38  | 1994–2008 |
| 4  | Carlo Costly     | 32    | 78       | 0.41  | 2007–2017 |
| 5  | Nicolás Suazo    | 28    | 51       | 0.55  | 1991–1998 |
| 6  | Amado Guevara    | 27    | 138      | 0.2   | 1994–2010 |
| 7  | Jerry Bengtson   | 22    | 65       | 0.34  | 2010–     |
| 8  | Eduardo Bennett  | 19    | 36       | 0.53  | 1991–2000 |
| 9  | David Suazo      | 17    | 57       | 0.3   | 1999–2012 |
| 10 | Saul Martínez    | 16    | 35       | 0.46  | 2001–2009 |

### Híresebb játékosok
- Jaime Villegas
- Juan Flores
- Prudencio Norales
- Jimmy Steward
- Alex Pineda Chacón
- David Bueso
- Amado Guevara
- Anthony Costly
- Eduardo Laing
- Carlo Costly
- Carlos Pavón
- César Obando
- Danilo Turcios
- David Suazo
- Édgar Álvarez
- Eduardo Bennet
- Emil Martinez
- Gilberto Yearwood
- Héctor Zelaya
- Iván Guerrero
- Roberto Bailey
- Jose Cardona
- Julio César Arzú
- Julio César de León
- Junior Izaguirre
- Luis Ramírez
- Maynor Suazo
- Milton Flores
- Milton Núñez
- Nicolas Suazo
- Ramón Maradiaga
- Raul Martinez Sambula
- Rigoberto Gomez
- Roberto Figueroa
- Samuel Caballero
- Saul Martínez
- Celso Güity
- Wilmer Velasquez
- Porfirio Armando Betancourt